# Niculiță Secrieriu
Niculiță Secrieriu (n. 1 februarie 1938, Bogdănești - Vaslui – d. 3 august 2002 , București) a fost un pictor român.

## Biografie
A absolvit Institutul de Arte Plastice “Nicolae Grigorescu” în 1966, la clasa profesorului Corneliu Baba. În 1970 a devenit membru al Uniunii Artiștilor Plastici din România.
În perioada 1983-2002 a fost profesor de pictură la Liceul de Arte Plastice “Nicolae Tonitza” din București, apoi lector la Universitatea de Arte, în perioada 1993-1995.

### Opera
În anii debutului a lucrat desene în peniță, schițe, și studii, mai târziu acuare și guașe, iar la maturitate lucrări în ulei pe pânză, care oscilează între figurativ și abstract, pornind de la tema „genezelor”, a “cosmogoniilor”, la “orașe”, “himere”, “personificări” sau “anotimpuri”, trecând prin “aer, apă, foc, pământ” – alături de studii de culoare, compoziție și portret, în tehnică mixtă.
Niculiță Secrieriu a expus la majoritatea saloanelor oficiale din București și din țară și în numeroase expoziții internaționale la Paris, Cagnes-sur-Mer, Argentan, Sevigny, Bagnoles de l'Orne, Helsinki, Moscova, Buenos Aires, Varșovia, Praga, Bratislava, Haga, Ierusalim, Stockholm, Ankara, Veneția.
O mare parte din lucrările sale se găsesc în prezent în muzeele de artă din România, dar și în colecții particulare din Italia, Anglia, Canada, Elveția, Franța, Germania, Olanda, SUA, Bulgaria și România. În 1999 a primit Premiul U.A.P. pentru pictură, iar în 2001 a fost nominalizat pentru Premiul Academiei Române.

## Aprecieri critice
- "Lumea lui Secrieriu este cât se poate de reală, numai că ea trebuie înțeleasă ca o proiecție fabuloasă într-o succesiune de stări lăuntrice. O mișcare imperceptibilă a materiei în expansiune, alternând transparențe eclatante și genuni saturate de lumină asfințită, mortificată. Un întreg ciclu, concretizat explicit într-un poliptic, rezumă, într-o manieră subtil conceptualizată, principiile heraclidiene ale vieții în univers: “Aer”, “Apă”, “Foc”, “Pământ”. Pictorul a căutat calea introversiunii vizionare și sensul vieții în misterioasa alchimie a luminii; acolo unde stăpână este concordia desăvârșită a culorilor. În această tensiune a luminii pictorul se împlinește demiurgic, el însuși ca o plămadă de lumină, sălășluind în lumină. Era vocația supremă pe care nădăjduia să și-o realizeze artistul, lăsându-se mereu absorbit de turbioanele imagistice, atât de miraculos drapate în culoare, ale “Cosmogoniilor”, “Genezelor și “Himerelor” sale. A avut doar trei expoziții personale, ceea ce l-a condamnat la un soi de anonimat printre contemporani. Un rol pe care și l-a asumat conștient, deși era hărăzit, prin fapta lui plămăditoare de universuri vizuale nepereche, celebrității!"Corneliu Antim, critic de artă  Arhivat în 4 martie 2016, la Wayback Machine.
- "Puțini dintre creatori reușesc să-și dureze "catedrale" dincolo de timp. Să-și lase spiritul în grija lui.Excelând în discreție și în tăcere senină și luminoasă, pictorul Niculiță Secrieriu (1938-2002) este unul dintre cei care și-au dobândit acest prestigiu. Iar când a înțeles că a interpretat cum a știut mai bine partitura propriului său vis - slujind tainei culorii și înțelepciunii ei infinite - artistul a plecat, poate prea devreme, lăsând toate ferestrele deschise spre opera sa. Fără a fereca vreun gând sau vreun gest care l-au condus spre absolutul devenirii. Fiindcă pornise, de timpuriu, în căutarea sinelui său artistic. De pildă, căutând adevărul. "Eu caut adevărul; mă caut pe mine însumi", obișnuia să afirme. L-a găsit și a ajuns la sine, treptat, fără a ofensa lumea. Apoi, aflând că lumea e alcătuită din contraste, a început să caute "cheia" împăcării lor. "E important să știm cum să le armonizăm. Altfel, am dispărea", mărturisea, când și când, cel căruia îi vom spune, simplu, Secrieriu - maestrul armoniilor. Iar cine are privilegiul de a "locui", un timp, în preajma uriașei sale arhive de gânduri și gesturi - fie prin voia întâmplării, fie chemat anume - are și avantajul unic de a-l cunoaște, așa cum a fost, cum a simțit și a trăit. Dar, mai ales, de a-l privi în lumina universului său rafinat. Galeria Veroniki Art aduce pe simeze - în perioada 29 aprilie - 23 mai - un fragment important din moștenirea artistică a maestrului "împăcării contrastelor", începând de la desenele în peniță, schițele, și studiile din anii debutului, acuarele și guașele de mai târziu, până la opera maturițătii. Peste 50 de lucrări în ulei pe pânză - între figurativ și abstract - pornind de la tema „genezelor", a "cosmogoniilor", la "orașe", "himere", "personificări" sau "anotimpuri", trecând prin "aer, apă, foc, pământ" - alături de   zeci de  studii de culoare, compoziție și portret, în tehnică mixtă, conturează ampla sa devenire, impregnată de "gravitatea acordurilor și libertatea lucidă a desenului". Intitulată "Secrieriu, o viață, un destin", expoziția își propune, totodată, să introducă privitorul în "laboratorul" intim al plămâdirii gândului, acolo unde, totuși, "o elaborare prea lucidă ar putea ucide emoția". Opera lui Secrieriu - laborioasă, dominată de întrebări și neliniști, făcând vizibilă perseverența cercetării și logica dozării, anulării sau temperării contrastelor -  îmbibată de emoția pură, de căldura afectivă a privirii în interiorul ființei, al său însuși, este asemenea unei simfonii ce se vrea mereu ascultată. Dar, "Lumea lui Secrieriu este cât se poate de reală, numai că ea trebuie înțeleasă ca o proiecție fabuloasă într-o succesiune de stări lăuntrice", scria Corneliu Antim, în 2003, anul în care îi organiza pictorului,  la Galeria "Apollo", prima expoziție retrospectivă, in memoriam. Au urmat alte două retrospective - la Palazzo Correr din Veneția, în 2005, și la Institutul Italian de Cultură din București, în 2006. Atunci, pictura maestrului a redeschis porțile spre universul său muzical, parcă mai proaspătă ca oricând, mai densă și încărcată de multiple înțelesuri. Oare, cu câte vieți se hrănesc "solfegiile" din "Compoziție II", "Aer, apă, foc, pamânt IV", "Compoziție X" sau "Aer, apă, foc, pământ VI", toate datând din anul 1999, expuse acum și pe simezele Veroniki Art? Orice s-ar spune, fiecare în parte seduce prin stranietatea surâsului smuls, parcă, artistului, sub clocotul necuprinsului vieții; prin singurătatea suportabilă a realului trăit; prin tristețea înviorată de bucuria întâlnirii cu energia timpului și cu intimitatea edenului din noi. Culorile sunt puternice, delicate, dramatice sau aureolate de fluidul abia perceput al binelui. Opera lui Niculiță Secrieriu se împlinește, încă și încă, sub necontenita re-privire a celorlalți în magma formelor, a  arhitecturilor sale cromatice - eclatante și savant orchestrate." Veronica Marinescu, publicist, comentator, critic de artă [nefuncțională]